# Meioneta montana
Meioneta montana är en spindelart som beskrevs av Alfred Frank Millidge 1991. Meioneta montana ingår i släktet Meioneta och familjen täckvävarspindlar.
Artens utbredningsområde är Ecuador. Inga underarter finns listade i Catalogue of Life.